# Средній Рит
Сре́дній Рит (болг. Средни рът) — село у Врачанській області Болгарії. Входить до складу общини Роман.

## Населення
За даними перепису населення 2011 року у селі проживали 30 осіб.
Розподіл населення за віком у 2011 році:
Динаміка населення: